# Terminal Penha
O Terminal Penha é um terminal de ônibus urbano localizado no bairro da Penha, na zona leste da cidade de São Paulo.
Oficialmente inaugurado em 18 de outubro de 1996, durante a gestão do então prefeito Paulo Maluf, o local já era utilizado desde a década de 1980 como ponto inicial e final de algumas linhas de trólebus e ônibus convencionais. Com o aumento da demanda, tornou-se necessária a construção de uma estrutura adequada para atender ao volume de passageiros e abrigar as linhas existentes, o que resultou na criação do terminal atual. Foi o terceiro terminal de ônibus entregue pela Prefeitura de São Paulo após a criação da SPTrans em 1995, depois dos terminais Cachoeirinha e João Dias.
Embora seja considerado um terminal de pequeno porte, desempenha um papel importante na mobilidade da região, servindo como ponto de partida e chegada de linhas provenientes da Estação Santana, do Terminal Parque Dom Pedro II e do Terminal São Mateus.

## Galeria

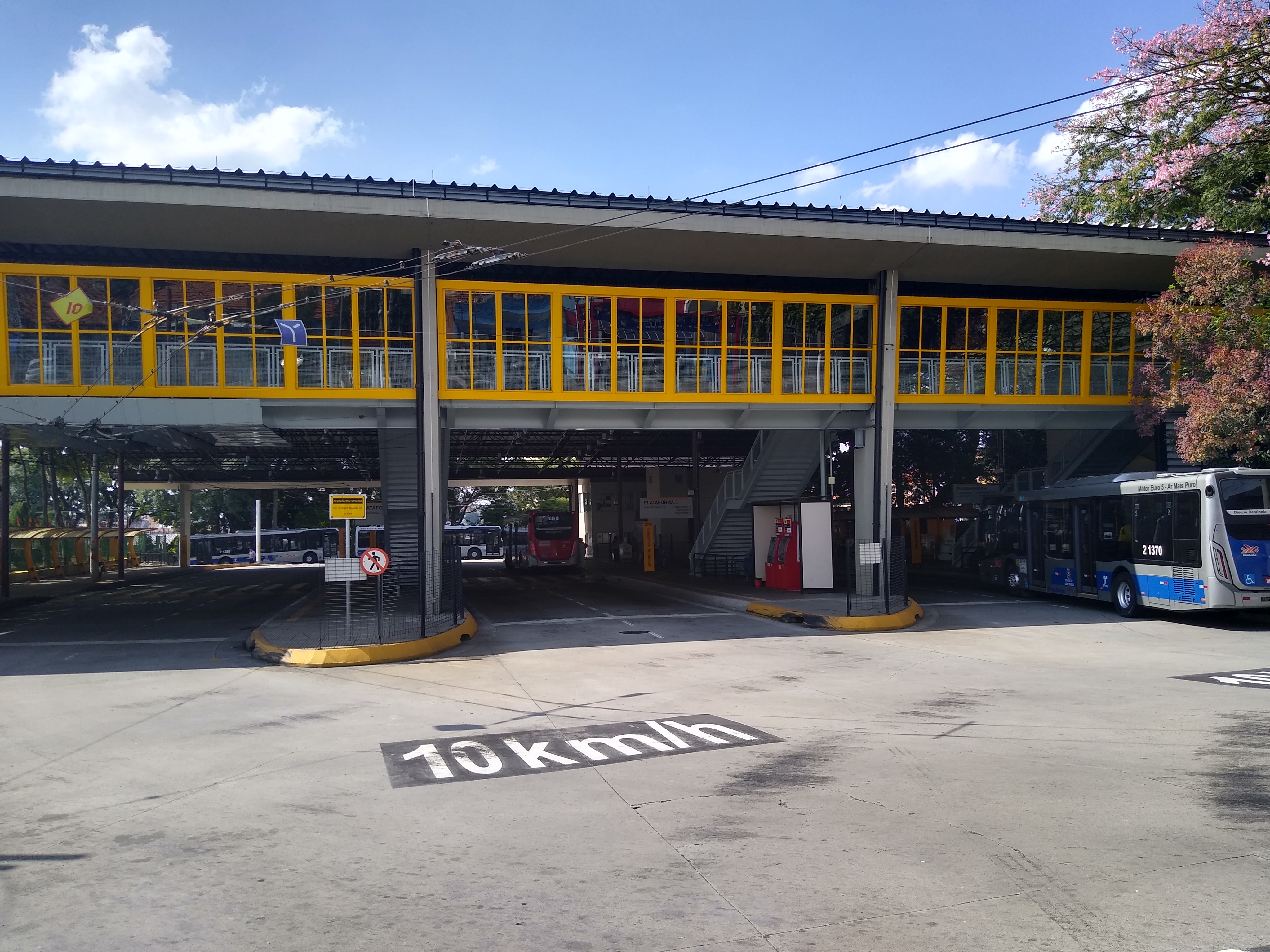
Vista da entrada para ônibus do terminal a partir da Avenida Gabriela Mistral.
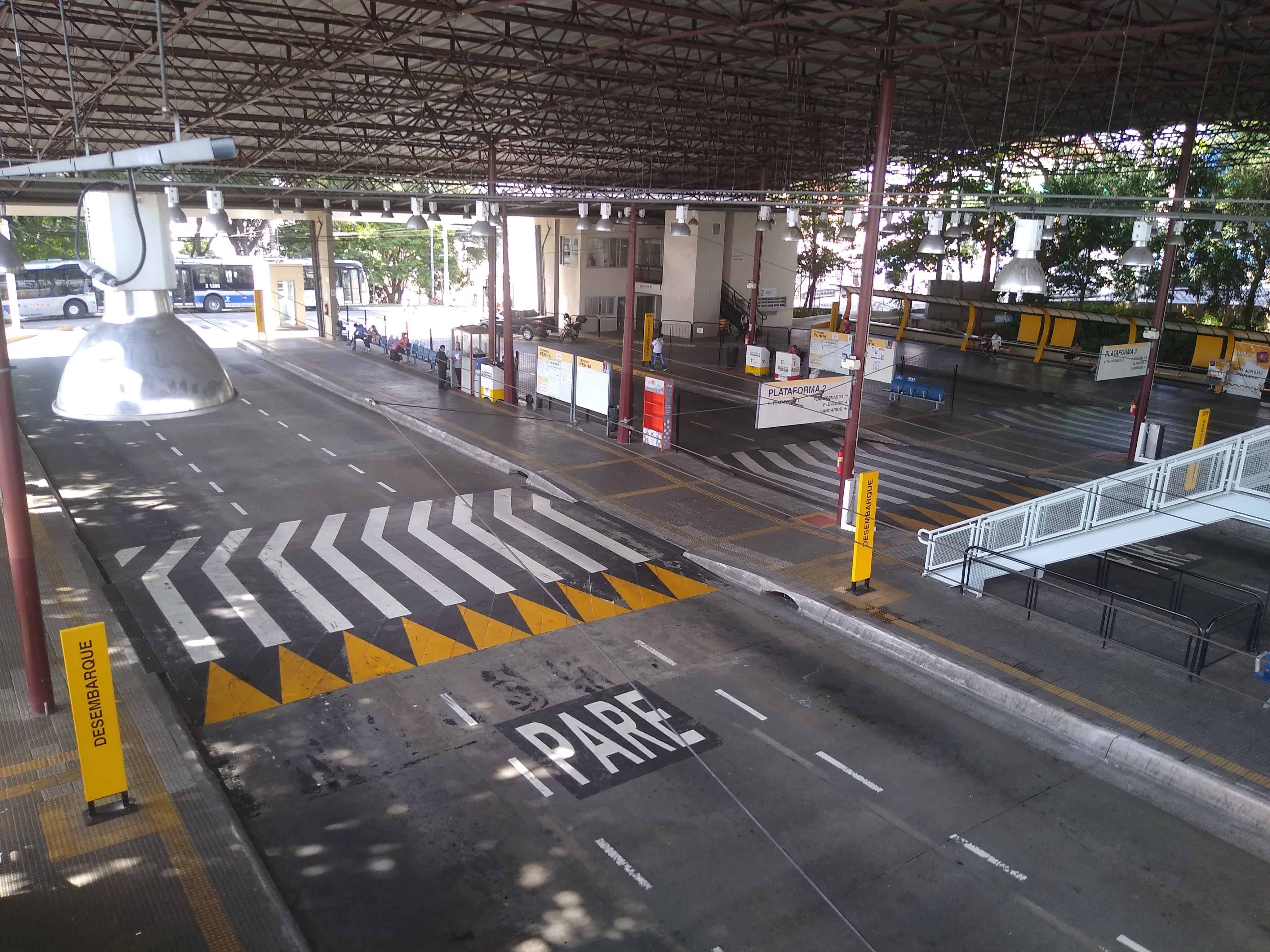
Visão interna do terminal.
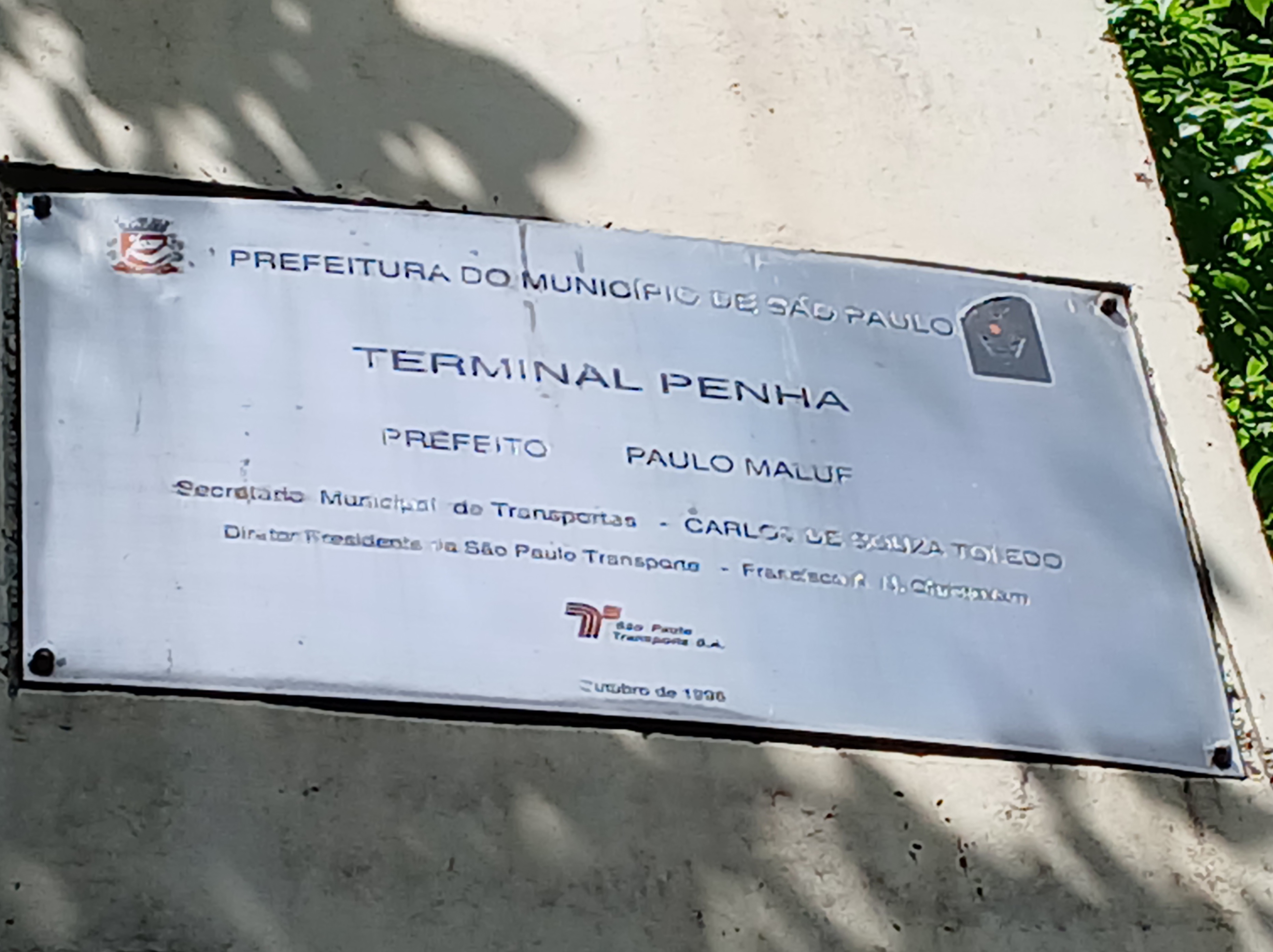
Placa de inauguração original localizada num totem na entrada para ônibus do terminal.